# Proverbes chinois
Le chinois utilise de très nombreuses expressions idiomatiques (il en existe des dictionnaires complets) que l'on aurait tort de toutes désigner sous le terme unique de proverbes, tellement les formes que peuvent prendre ces expressions sont variées. Pétrie de confucianisme, la pensée chinoise accorde une grande importance à l'étude. Non pas celle qui permet d’obtenir des diplômes, mais celle qui fait connaître le monde, qui encourage à devenir ce que nous appellerions un honnête homme ; un être sensible, sincère, cherchant à s'améliorer en tirant les leçons de sa vie quotidienne. Considérant que l’intelligence sans la sagesse n’est que ruine de l’âme, c’est à travers l’apprentissage de proverbes que les lettrés chinois forgeaient leur vertu afin de devenir comme les saints des temps anciens, des hommes qui connaissent leurs limites, préservent leur santé, demeurent sereins et se tiennent à l'écart des extrêmes.

## 成語 chéngyǔ «expressions toutes faites»
La plupart du temps tétrasyllabiques, les chengyu sont des condensés de récits, de fables. Généralement en chinois classique, leur syntaxe ne respecte pas celle du chinois moderne. Ainsi, 回頭是岸 (huí tóu shì àn) « tourner la tête : c'est le rivage » signifie « se repentir et être sauvé ».
Le plus célèbre est 杯弓蛇影 (bēi gōng shé yǐng) « tasse arc serpent reflet », que l'on ne peut comprendre que si l'on connaît l'histoire de cet homme apeuré par le reflet (影) de son arc (弓) dans sa tasse (杯), reflet qu'il a pris pour un serpent (蛇)... L'expression est synonyme de « poltron ».
师父领进门，修行在个人 : « Les professeurs ouvrent les portes mais vous devez entrer vous-même » signifie qu'un enseignant peut fournir des conseils et des connaissances, mais en fin de compte, c'est à l'élève de faire l'effort et de prendre la responsabilité de son propre apprentissage et de sa croissance.

## 慣用語 guànyòngyǔ: «expressions usuelles»
Ce sont des expressions idiomatiques composées généralement d'un prédicat dissyllabique et d'un objet ; le tout respecte la grammaire moderne. Les expressions usuelles sont souvent tirées de domaines techniques. Patrick Doan, dans son Florilège de locutions idiomatiques de la langue chinoise 《惯用语选集》 (慣用語選集), les nomme « locutions idiomatiques tropologiques en trois caractères ».“Point n'est besoin d'élever la voix quand on a raison.” “Quand mille personnes prennent la route, il en faut une pour prendre la tête.” “Quand on suit quelqu'un de bon, on apprend à devenir bon ; quand on suit un tigre, on apprend à mordre.” “Si vous ne voulez pas qu'on le sache, mieux vaut encore ne pas le faire.”
Exemples :
- 喝喜酒 hē xǐjiǔ « boire le vin du bonheur », c'est-à-dire « assister à un mariage » ;
- 溜溝子 liū gōuzi « se glisser dans le fossé » : « fayoter » ;
- 一風吹 yī fēng chuī « souffler une bourrasque de vent » : « passer l'éponge » ;
- 溝溜子 gōu liūzi « Qui rate ses résolutions, se voit pousser des boutons » ;
- 溜喝喜 liū hēxi « Qui insulte grossièrement, se voit pousser des pustules ».

## 谚語 yànyǔ «proverbes» ou 俗語 súyǔ «dictons»
Ces deux catégories ne sont pas clairement distinguées ; de nombreux ouvrages les intervertissent ou les confondent. À la manière de leurs homologues français, ils forment des propositions entières et indépendantes, mettant en scène de manière allégorique et plaisante des vérités gnomiques, des morales... Ainsi :
- 雞多不下蛋 jī duō bù xià dàn : « quand les poules sont nombreuses, elles ne pondent plus » ;
- 不入虎穴, 焉得虎子 bú rù hǔ xué, yān dé hǔ zǐ : « sans entrer dans l'antre du tigre, comment capturer ses petits ? » ;
- 吃著碗里的, 望著鍋里的 chīzhe wǎn li de, wàngzhe guō li de : « manger ce qui est dans le bol tout en lorgnant la casserole ».

Ils dépassent fréquemment les quatre caractères, puisque ce sont de véritables phrases.

## Proverbes dans l'éducation
Les proverbes ne sont pas seulement des ornements du langage mais aussi des outils d’éducation. Par exemple, le proverbe chinois « Vole une aiguille quand tu es jeune, vole de l'or quand tu es grand » enseigne aux jeunes l'importance de l'honnêteté à travers une métaphore simple, on trouve l'équivalent en français dans « Qui vole un œuf, vole un bœuf » qui affirme que de petites erreurs peuvent conduire à de plus grandes.
Celui qui arrache des vices doit s'appliquer à détruire les racines.Il faut toujours laisser la cage ouverte pour le retour de l'oiseau.Confucius (孔子 Kǒngzǐ) est un penseur dont les idées sont essentielles pour comprendre l'importance continue de la famille dans la société chinoise. En effet, les principes confucéens régissant comment chaque personne est liée par des obligations envers les autres sont au cœur de la vision du monde chinoise.

## 歇後語 xiēhòuyǔ «expressions en suspens»
Il s'agit dans ce cas de donner la première partie d'une expression puis sa chute après une pause. Voici ce que cela donnerait, mutatis mutandis, en français : « quand le chat n'est pas là... les souris dansent ». Ainsi :
- 肉包子打狗 - 有去無回 ròu bǎozi dǎ gǒu... yǒu qù wú huí « Lancez une boulette de viande au chien... c'est un départ sans retour » ;
- 好鬥的山羊 - 又頂又撞 hàodòu de shānyáng... yòu dǐng yòu zhuàng : « bélier belliqueux... coups de tête, et de cornes ».
- 盲人摸象 - 各執一端 mángrén mō xiàng... gè zhí yì duān : « l'aveugle tâte un éléphant... il n'en touche qu'une partie ».

Patrick Doan, dans son Florilège de locutions idiomatiques de la langue chinoise, explique l'origine de ces expressions : « Xiēhòuyǔ signifie littéralement « propos après la pause ». Mentionné pour la première fois dans l'Histoire des Tang année 898) sous la forme de xiehoushi (歇后诗) « poème après la pause » : un gentilhomme est sommé d'apporter dès le lendemain la fin d'un poème dont on lui impose le début. [...] Aujourd'hui les xiēhòuyǔ ont pris une voie originale : ces expressions font appel à des jeux de mots sur les homophones, fréquents en chinois, utilisent une langue simple, parfois vulgaire, voire graveleuse, à la portée de tous les esprits. Un xiēhòuyǔ se scinde en deux parties : la première présente la situation, c'est le sujet ; la seconde, qui peut ne pas être énoncée, est la réponse à la question que pose la première partie, c'est souvent un prédicat. Elle survient après une pause, ce qui explique l'origine du terme xiēhòuyǔ ».
Ne vous mettez pas en avant, mais ne restez pas en arrière.Autrement dit, partagez votre ressenti, vos idées, assumez-les même si elles ne rentrent pas dans le moule. Réjouissez-vous de vos avancées, de vos réussites…
Avec le temps et la répétition des expériences, on gagne en confiance, on ajuste le ton et les autres finissent par s’habituer à nous.